# Robriguero
Robriguero ist ein Dorf in der Gemeinde Peñamellera Baja der autonomen Region Asturien. Robriguero ist 4 km entfernt von Panes, dem Verwaltungssitz der Gemeinde.

## Geographie
Robriguero mit seinen 77 Einwohnern (Stand 2011) liegt auf 102 m über NN.

## Fiesta
Viele Veranstaltungen das ganze Jahr über.

## Klima
Der Sommer ist angenehm mild, aber auch sehr feucht. Der Winter ist ebenfalls mild und nur in den Hochlagen streng.
Temperaturen im Februar 2007 3–9 °C
Temperaturen im August 2007 19–25 °C

## Sehenswürdigkeiten
- römische Brücke über den Rio Cares